# Rolf Steininger

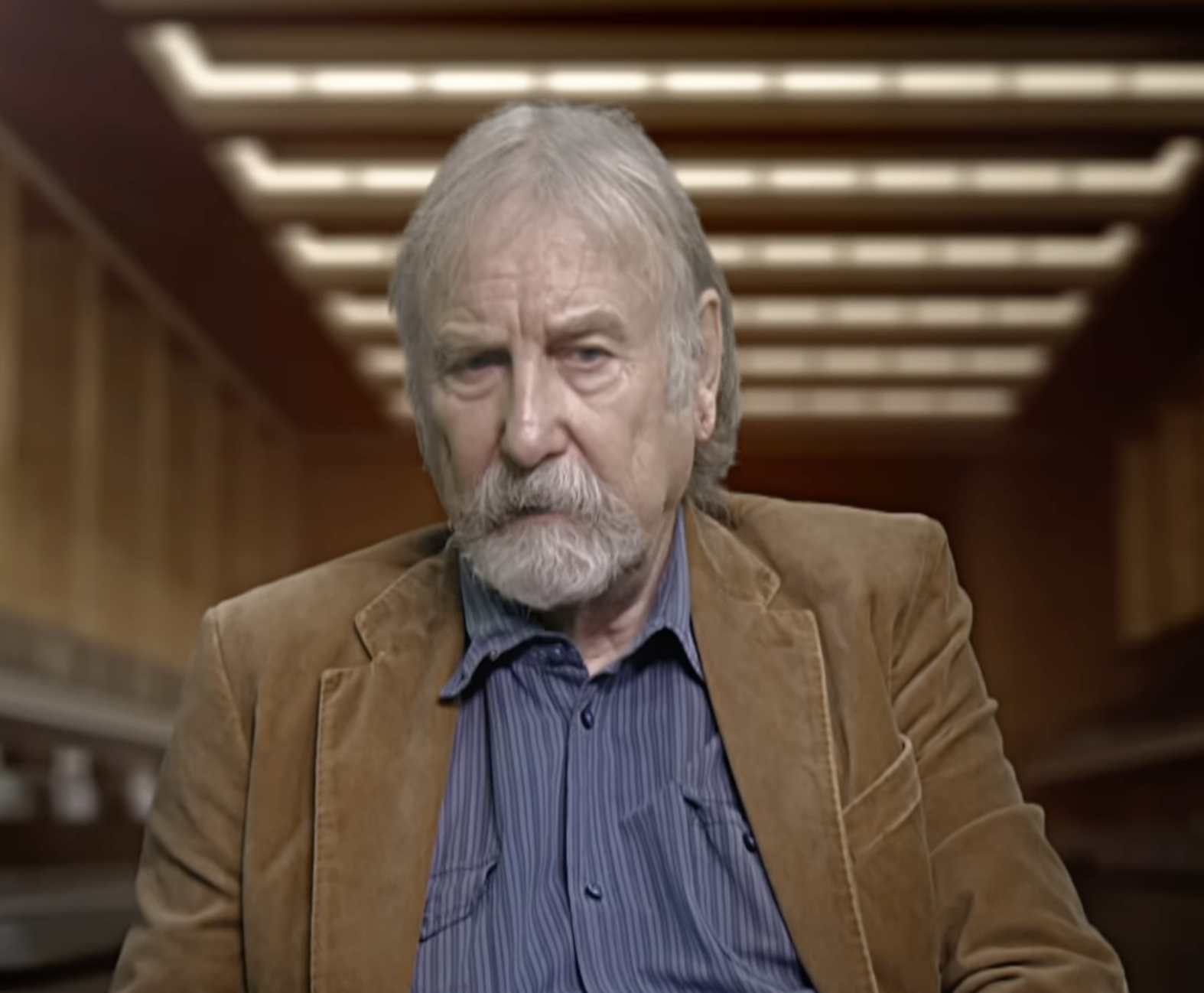
Rolf Steininger (2023)

Rolf Werner Steininger (* 2. August 1942 in Plettenberg/Westfalen) ist ein deutsch-österreichischer Historiker und emeritierter Universitätsprofessor für Zeitgeschichte an der Universität Innsbruck.

## Leben
Rolf Steininger wurde in Plettenberg im märkischen Sauerland geboren und legte 1962 am Jung-Stilling-Gymnasium in Hilchenbach das Abitur ab. Anschließend studierte er Anglistik und Geschichte in Marburg, Göttingen, München, Lancaster und Cardiff. Im Dezember 1971 wurde er bei Wilhelm Treue an der Technischen Universität Hannover mit einer Arbeit über die Geschichte des Kurzwellendienstes der öffentlich-rechtlichen Rundfunkanstalten der Bundesrepublik Deutschland promoviert (Zweitgutachter war Joachim Leuschner). 1976 folgte die Habilitation für Neuere und Neueste Geschichte unter Einschluss der anglo-amerikanischen Geschichte an der Technischen Universität Hannover mit einer Arbeit zur Vorgeschichte des Deutschlandfunks. Ab 1980 lehrte er als Professor an der Universität Hannover, 1983 folgte der Ruf an die Universität Innsbruck.
Seit 1995 ist Steininger Jean-Monnet-Professor. Er ist Senior Fellow des Eisenhower Center for American Studies der University of New Orleans und im Vorstand der European Community Studies Association. Als Gastprofessor lehrte er an den Universitäten Tel Aviv, Queensland, New Orleans und Bozen, er war außerdem als Gastwissenschaftler in Saigon, Hanoi und Kapstadt. Zudem ist er Advisory Board Member for H-German.
Er leitete von 1984 bis 2010 das Institut für Zeitgeschichte der Leopold-Franzens-Universität Innsbruck. Steininger beschäftigt sich schwerpunktmäßig mit der deutschen Nachkriegsgeschichte sowie der Geschichte Südtirols und Österreichs. Rolf Steininger erarbeitete zahlreiche Dokumentationen, von denen einige mit Preisen ausgezeichnet wurden.
In der Südtiroler Tageszeitung Dolomiten veröffentlicht Steininger regelmäßig Auszüge bzw. Zusammenfassungen aus seinen Werken.

## Positionen
Steininger kritisierte in einem 1985 veröffentlichten Beitrag Eine Chance zur Wiedervereinigung? die Politik Konrad Adenauers. Er vertrat die Ansicht, dass es nicht zu einem geteilten Deutschland hätte kommen müssen, und verneinte die Frage, ob Adenauers politischer Kurs der richtige war. Seiner Meinung nach war die Ablehnung der Stalinnote 1952 ein Fehler, da er davon ausging, dass das Angebot Stalins ernst gemeint war und man das Angebot hätte ausloten sollen. Andere Historiker, unter ihnen Hans-Peter Schwarz, Gerhard Wettig oder Peter Ruggenthaler, widersprachen diesen Thesen, da sie das Angebot Stalins als außenpolitischen Bluff betrachteten.

## Schriften (Auswahl)
- Langer Streit um kurze Welle. Der Auslandsrundfunk in den Anfängen der Bundesrepublik 1950–1953. Haude & Spener, Berlin 1972, ISBN 3-7759-0156-6 (Teilw. zugl.: Hannover, Techn. Univ., Diss., 1971 u.d.T.: Die Deutsche Welle. Gründungsgeschichte und Entwicklung des Kurzwellendienstes der öffentlich-rechtlichen Rundfunkanstalten der Bundesrepublik Deutschland bis zur Errichtung einer Anstalt des Bundesrechts).
- Deutschlandfunk. Die Vorgeschichte einer Rundfunkanstalt 1949–1961. Ein Beitrag zur Innenpolitik der Bundesrepublik Deutschland. Spiess, Berlin 1977, ISBN 3-920889-49-5 (Zugl.: Hannover, Techn. Univ., Habil.-Schr., 1976).
- Deutschland und die Sozialistische Internationale nach dem Zweiten Weltkrieg. Die deutsche Frage, die Internationale und das Problem der Wiederaufnahme der SPD auf den internationalen sozialistischen Konferenzen bis 1951, unter besonderer Berücksichtigung der Labour Party. Darstellung und Dokumentation. Verl. Neue Gesellschaft, Bonn 1979, ISBN 3-87831-299-7.
- Deutsche Geschichte 1945–1961. Darstellung und Dokumente in zwei Bänden. Fischer-Taschenbuch-Verlag, Frankfurt 1983, ISBN 3-596-24315-7 (Band 1), ISBN 3-596-24316-5 (Band 2); erweiterte Neuausgabe unter dem Titel Deutsche Geschichte seit 1945. Band 1 (1945–1947). 1996, ISBN 3-596-12841-2; Band 2 (1948–1955). 1996, ISBN 3-596-12842-0; Band 3 (1955–1974). 2002, ISBN 3-596-15582-7; Band 4 (1974 bis zur Gegenwart). 2002, ISBN 3-596-15583-5.
- Eine vertane Chance. Die Stalin-Note vom 10. März 1952 und die Wiedervereinigung. Eine Studie auf der Grundlage unveröffentlichter britischer und amerikanischer Akten. Dietz, Berlin/Bonn 1985, ISBN 3-8012-0112-0.
- Eine Chance zur Wiedervereinigung? Die Stalin-Note vom 10. März 1952. Darstellung und Dokumentation auf der Grundlage unveröffentlichter britischer und amerikanischer Akten. Verlag Neue Gesellschaft, Bonn 1985, ISBN 3-87831-416-7.
- Los von Rom? Die Südtirolfrage 1945/1946 und das Gruber-Degasperi-Abkommen. Haymon, Innsbruck 1987, ISBN 3-85218-030-9; erneut unter dem Titel Autonomie oder Selbstbestimmung? StudienVerlag, Innsbruck / Wien / Bozen 2006, ISBN 3-7065-4332-X.
- Ein neues Land an Rhein und Ruhr. Die Ruhrfrage 1945/46 und die Entstehung Nordrhein-Westfalens. Kohlhammer, Köln 1990, ISBN 3-17-011113-2.
- Südtirol 1918–1999. StudienVerlag, Innsbruck/Wien 1999, ISBN 3-7065-1348-X.
- Der Mauerbau. Die Westmächte und Adenauer in der Berlinkrise 1958–1963. Olzog, München 2001, ISBN 3-7892-8052-6.
- 17. Juni 1953. Der Anfang vom langen Ende der DDR. Olzog, München 2003, ISBN 3-7892-8113-1.
- Der Nahostkonflikt. Fischer-Taschenbuch-Verlag, Frankfurt 2003, ISBN 3-596-16121-5.
- Der Vietnamkrieg. Fischer-Taschenbuch-Verlag, Frankfurt 2004, ISBN 3-596-16129-0.
- Der Staatsvertrag. Österreich im Schatten von deutscher Frage und kaltem Krieg 1938–1955. StudienVerlag, Innsbruck / Wien / Bozen 2005, ISBN 3-7065-4017-7.
- Der Kalte Krieg. Fischer-Taschenbuch-Verlag, Frankfurt 2006, ISBN 3-596-15551-7.
- Der vergessene Krieg. Korea 1950–1953. Olzog, München 2006, ISBN 3-7892-8175-1.
- Die Südtirolfrage. Ein Bildband. StudienVerlag, Innsbruck / Wien / Bozen 2009, ISBN 978-3-7065-4624-9.
  - Ausgangspunkt des Wettrüstens, Rezension von Marcus Heumann im Deutschlandradio. 24. Juli 2006.
- Die Kubakrise 1962. Dreizehn Tage am atomaren Abgrund. Olzog, München 2011, ISBN 978-3-7892-8275-1.
- Deutschland und die USA. Vom Zweiten Weltkrieg bis zur Gegenwart. Lau-Verlag, Reinbek/München 2014, ISBN 978-3-95768-002-0.
  - Rezension von Detlef Junker: Deutschland und die USA: Viele Fakten aus den Akten … In: Frankfurter Allgemeine Zeitung. 10. November 2014.[2]
- Deutschland und der Nahe Osten. Von Kaiser Wilhelms Orientreise 1898 bis zur Gegenwart. Lau-Verlag, Reinbek/München 2015, ISBN 978-3-95768-161-4.
- Der Große Krieg 1914–1918 in 92 Kapiteln. Lau-Verlag, Reinbek 2016, ISBN 978-3-95768-177-5.
- Die USA und Europa nach 1945 in 38 Kapiteln. Lau-Verlag, Reinbek 2017, ISBN 978-3-95768-187-4.
- 17. Juni 1953: Der unterdrückte Volksaufstand. Seine Vor- und Nachgeschichte. Lau-Verlag, Reinbek 2018, ISBN 978-3-95768-196-6.
- Toni Ebner 1918–1981. Südtiroler Politiker, Journalist, Unternehmer. Athesia, Bozen 2018, ISBN 978-88-6839-417-2.[3]
- Von Kanzlern und Präsidenten. Deutsch-amerikanische Beziehungen von Adenauer und Eisenhower bis Merkel und Trump. Lau-Verlag, Reinbek 2019, ISBN 978-3-95768-206-2.
- (mit Brigitte Mazohl und Alexander Piff): Geschichte Südtirols. C. H. Beck, München 2020, ISBN 978-3-406-73412-0.
- Das amerikanische Jahrhundert. Die USA als globale Führungsmacht, hrsg. Landeszentrale für politische Bildung Thüringen, Erfurt 2021, ISBN 978-3-948643-21-8.
- Die USA, Israel und der Nahe Osten. Von 1945 bis zur Gegenwart. Lau-Verlag, Reinbek 2022, ISBN 978-3-95768-234-5.
- 1949. Zwei deutsche Staaten. Die Entstehung von BRD und DDR. Studien-Verlag, Innsbruck 2024, ISBN 978-3-7065-6325-3.
- Die USA und China. Von der Empress of China 1784 bis zur Gegenwart. Studien-Verlag, Innsbruck 2025, ISBN 978-3-7065-6445-8.

als Herausgeber
- 2012 ff.: Akten zur Südtirolpolitik 1959–1969:
  - Jahresband 1965/66. StudienVerlag, Innsbruck / Wien / Bozen, ISBN 978-3-7065-4271-5.
  - Jahresband 1967. StudienVerlag, Innsbruck / Wien / Bozen, ISBN 978-3-7065-4272-2.[4]
  - Jahresband 1968/69. StudienVerlag, Innsbruck / Wien / Bozen, ISBN 978-3-7065-4273-9.
- Israel und der Nahostkonflikt 1981–1990: Berichte des österreichischen Botschafters Dr. Otto Pleinert (= Berichte aus Israel. Die Berichte der diplomatischen Vertreter Österreichs in Israel 1945–1990. Band 14). Innsbruck 2021, ISBN 978-3-99106-031-4.

## Auszeichnungen
- 2005: Verdienstkreuz des Landes Tirol
- 2010: Tiroler Landespreis für Wissenschaft[5]
- 2011: Verdienstkreuz der Stadt Innsbruck 2011[6]